# Gare de Berthegon
La gare de Berthegon est une gare ferroviaire française de la ligne de Loudun à Châtellerault, située sur le territoire de la commune de Berthegon, dans le département de la Vienne, en région Nouvelle-Aquitaine.

## Situation ferroviaire
La gare de Berthegon est située sur la ligne de Loudun à Châtellerault, entre les gares de Monts-sur-Guesnes et de Savigny-sous-Faye.